# B. Traven
B. Traven est le nom de plume d'un écrivain et scénariste anarchiste de langue allemande, de nationalité mexicaine à partir de 1951, dont la date et le lieu de naissance sont inconnus, mort à Mexico le 26 mars 1969. Considéré comme un écrivain majeur du XXe siècle, auteur de plus d'une cinquantaine d'ouvrages, bien que son nom réel, sa nationalité ainsi que de nombreux détails biographiques demeurent ignorés ou sujets à interprétation. Il a longtemps vécu au Mexique où se situe l'action de nombre de ses œuvres, dont le Trésor de la Sierra Madre (Der Schatz der Sierra Madre), qui a été porté à l'écran par John Huston.
Depuis au moins 1926 et même 1907, B. Traven a cherché à brouiller les pistes sur son passé : comme auteur, seule comptait l'œuvre. Rolf Recknagel a démontré dans les années 1960, par des recherches sérieuses, qu'il avait été dans son passé acteur, journaliste et engagé dans la république des conseils de Bavière sous le nom de Ret Marut, proscrit pour qui l’anonymat comptait aussi.

## Biographie
Le nom « B. Traven » apparaît pour la première fois sur la scène littéraire allemande en avril 1925 avec un court roman intitulé Die Baumwollpflücker (« Les Cueilleurs de coton ») : le manuscrit provient de Tampico, Mexique. Il est publié en feuilleton dans le journal berlinois Vorwärts á l'été 1925. Depuis 1926, à mesure que B. Traven se fait un nom, des enquêtes sur les origines de cet écrivain ne cessent de paraître. Il demeure encore aujourd'hui des doutes sur le lieu et la date de sa naissance, sur sa nationalité d'origine, ainsi que sur les conditions de son enfance et de son adolescence. Cependant, on connait désormais l'essentiel de son parcours.
La première biographie poussée de Traven est celle de Rolf Recknagel, parue sous le titre B. Traven, Beiträge zur Biografie à Leipzig en 1966, et plusieurs fois complétée et rééditée jusqu’en 1982 : cette dernière version, qui fait encore aujourd'hui référence,,,,, a été traduite en français par Adèle Zwicker sous le titre Insaisissable. les aventures de B. Traven aux éditions de L’Insomniaque en 2008. La biographie de Jan-Christoph Hauschild, B. Traven – Die unbekannten Jahre (Hauschild 2012) se limite aux années « inconnues » de son enfance et de sa période allemande. Celle de Karl S. Guthke est aussi citée comme référence,.
Une des identités qui lui sont attribuées est celle d'Otto Feige, né à Schwiebus le 23 février 1882. Les principaux autres pseudonymes de B. Traven sont Hal Croves et Traven Torsvan.
B. Traven écrivait et parlait l’allemand, l’anglais et le français ; il parlait également deux langues indiennes du sud-est du Mexique.

### L’acteur et auteur débutant Ret Marut
À partir de 1907, la vie de B. Traven est bien connue, grâce aux travaux de Rolf Recknagel, dont la plupart des conclusions sont généralement reprises et acceptées par la plupart des auteurs. L’identité entre les deux personnes se fonde sur une identité stylistique et idéologique,,. L’identité entre Ret Marut et B. Traven avait cependant été détectée dès les années 1930 par ses anciens amis pour qui la chose semblait évidente.
Après la Seconde Guerre mondiale, les articles identifiant les deux personnages se multiplient.
Ret Marut commence sa carrière de comédien en 1907-1908 au théâtre d’Essen, et adhère à l’association des comédiens allemands. Pendant la saison hivernale de 1908/1909, la troupe à laquelle il appartient est embauchée par le théâtre d’Ohrdruf près de Gotha. Il s’établit ensuite à Crimmitschau en Saxe où il joue au théâtre municipal en 1909.
C’est là que débute sa relation intime avec Elfriede Zielke, 22 ans, qui joue les petits rôles de la « bien-aimée enjouée et naïve ». Elfriede Zielke et Marut entretiennent une relation de 1910 à 1914. Pendant toute l’année 1909, ils font des tournées en Allemagne centrale. En 1910, Marut prend des cours de théâtre à Berlin ; ils habitent dans la même rue. Ensuite, ils sont engagés dans une troupe itinérante de Berlin, jouant en Poméranie, en Prusse orientale et occidentale, en Posnanie et en Silésie. Marut est régisseur et metteur en scène. Un conflit éclate entre les salariés et la direction : Ret Marut est le délégué du syndicat des acteurs. Il correspond aussi avec l’actrice engagée Lily Braun. En mai 1911, l’impresario de théâtre Bruno Rath engage Marut et Zielke pour une tournée en province à Posen, qui n’a guère de succès. Après avoir tenu divers rôles pendant quatre ans, Marut finit par obtenir un contrat à l’automne 1911 au théâtre municipal de Dantzig. En janvier 1912, Elfriede Zielke le rejoint. Le 20 mars, leur fille Irène voit le jour ; mais ils ne jouent pas ensemble sur scène. Au théâtre municipal de Dantzig, comme ailleurs, la promotion d’un théâtre exigeant est rendue possible par la mise en scène d’opérettes, de comédies et de farces plus rentables.[réf. nécessaire]
À l’automne 1912, Marut signe un contrat de trois ans avec le théâtre de Düsseldorf, l’un des théâtres allemands les plus renommés (Reformbühne), appartenant à un mouvement réformiste en Allemagne qui considère le théâtre comme une institution morale et pas seulement comme une entreprise commerciale. Sous la direction de Louise Dumont et Gustav Lindemann, des nouveaux principes d’esthétique et des formes plus raffinées de l’art de la mise en scène sont mis à l’épreuve. Les critères artistiques de l’établissement sont par conséquent beaucoup plus sélectifs que ceux du théâtre municipal de Dantzig. Il n’y joue que de petits rôles. En mars 1914, il remplit un contrat temporaire à la revue Masken, dirigée par Dumont et Lindeman (et par Gustav Landauer en 1918-1919) et en juillet, il travaille brièvement au Kunstlertheater de Munich pour ses tournées d’été, interrompues par la déclaration de guerre.
À la fin de 1914, Elfriede Zielke et Ret Marut/Traven rompent leur relation ; elle a rencontré un autre homme qui lui déclare sa flamme avant d’être mobilisé au début de la Première Guerre mondiale. Elle lui promet le mariage sous la pression de sa mère et se sépare de Marut. Cette séparation inspire à Marut Lettre à l’honorable mademoiselle S..
À l’hiver 1915, il se produit avec le théâtre de Dusseldorf en tournée à l’arrière du front. Les espoirs de Marut d’accéder à des premiers rôles sont déçus. Il n’arrive pas à atteindre le niveau d’interprétation requis. Il ne va jamais au-delà des petits rôles inscrits dans son contrat. Les restrictions imposées par la guerre n’arrangent pas la situation dans le répertoire et il ne joue pratiquement plus que des rôles de serviteur ou de sous-fifre. Vers la fin de son contrat, Irène Mermet, comédienne stagiaire de 21 ans, originaire de Cologne, devient sa conjointe. Elle ne tient pas compte du désir de ses parents et s’inscrit à l’académie des arts du théâtre en 1915. C’est une jeune fille courageuse, intelligente, émancipée, libre penseuse. Elle se produit dans cinq pièces avec Marut mais bientôt, elle interrompt son stage à l’Académie, laissant ses frais d’études impayés. En 1915, mécontent de son statut de comédien, Marut fait de nouveaux projets.[réf. nécessaire] Le 31 août, il remet sa lettre de démission au directeur du théâtre de Düsseldorf et devient l’impresario de Leïna Andersen, virtuose du violon qu’il invite comme soliste à plusieurs concerts à Cologne et Düsseldorf.[réf. nécessaire]
Il écrit plusieurs essais et articles à partir de 1911, et réussit parfois à se faire publier, y compris la satire Le Coquelicot dans Vorwarts de décembre 1913, malgré ses dénégations postérieures (cet essai est republié sous le titre L’Art de peindre dans Le MOineaU moucheté de BLeu). Dans Westermanns Monatshefte, il publie en 1915 Arrière-garde sans instruction au feu et en 1918 La Nonne. Dans Marz, il publie les nouvelles Le Soldat étranger, En plein brouillard et Indices en 1915 et 1916.

### Le journaliste radical et le révolutionnaire

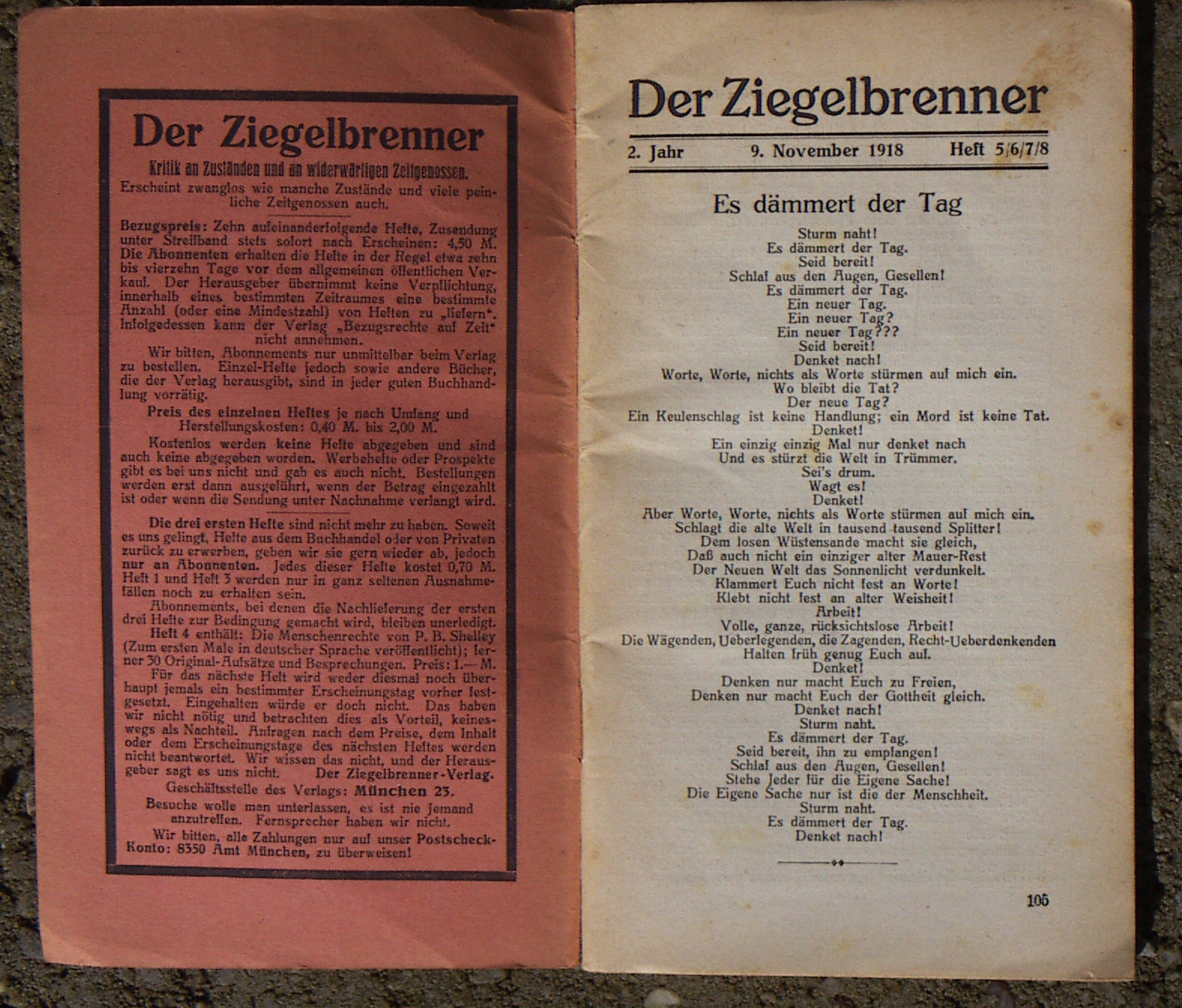
La revue anarchiste Der Ziegelbrenner dirigée par Ret Marut.

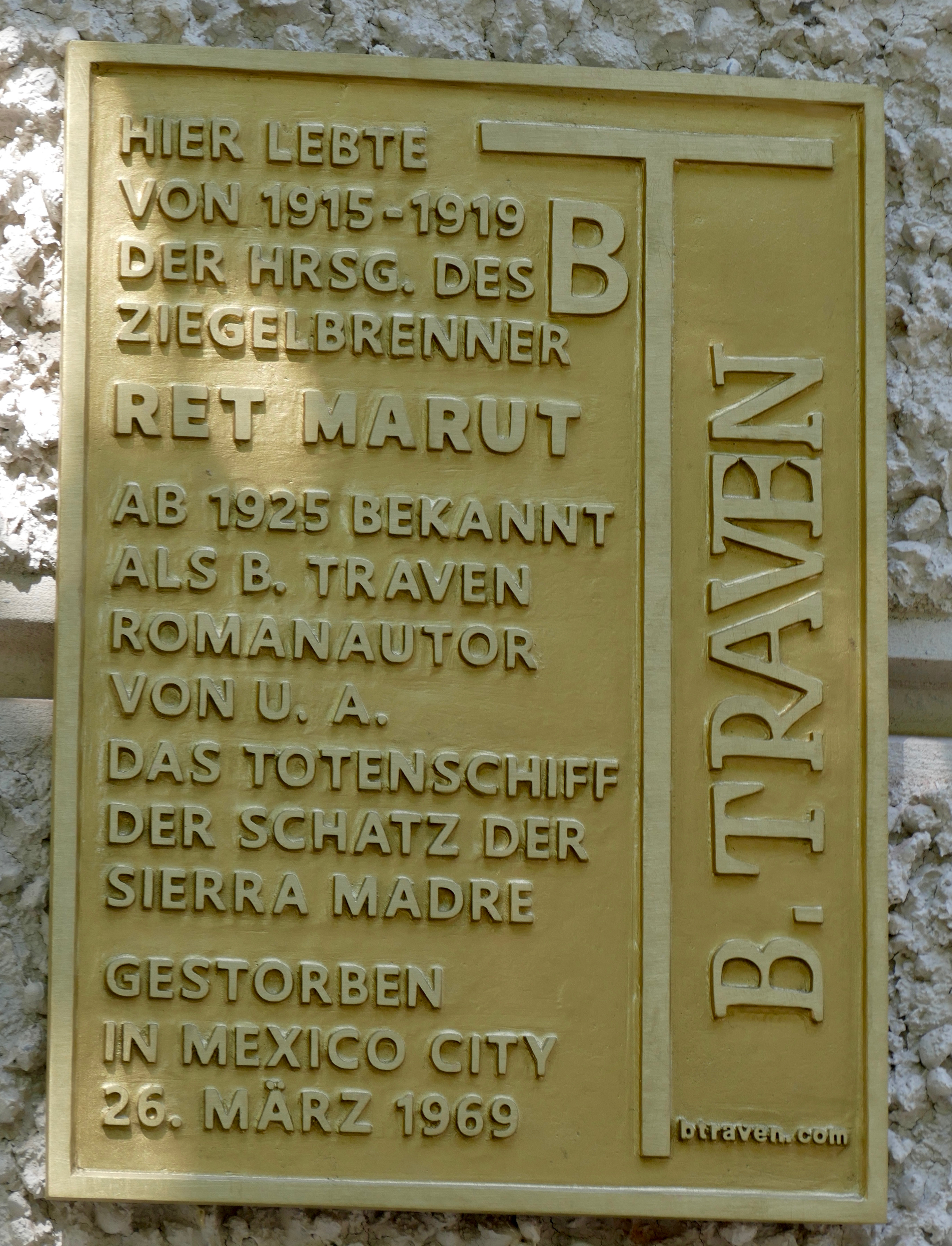
Plaque perpétuant le souvenir de B. Traven (Ret Marut) au 84 Clemensstrasse 84 à Munich.

La guerre de 1914 éclate, il n'est pas enrôlé, ayant déclaré être de nationalité anglaise, qu’il modifia en citoyenneté américaine à la déclaration de guerre. Il devient journaliste et écrivain.
En automne 1915, il part pour Munich accompagné d’Irène Mermet. Quand il va faire enregistrer son départ au commissariat de police de Düsseldorf le 9 octobre, il désigne Francfort-sur-le-Main comme devant être sa prochaine destination et Irene Mermet (qui utilise aussi Alda comme pseudonyme) indique Cologne. Ce faisant, ils brouillent volontairement les pistes. Il arrive à Munich le 11 novembre 1915.
Début 1917, Marut traduit, en collaboration avec une personne inconnue, les Principes de reconstruction sociale de Bertrand Russel, sans autorisation de l’auteur. Cette traduction d’une œuvre fortement opposée à la guerre n’a probablement pas été publiée, ou à un très petit tirage. Secondé par Irene Mermet, sa nouvelle amie et collaboratrice, Marut publie des nouvelles pacifistes et surtout, il dirige à partir de 1917, malgré la censure, une revue anarchiste, Der Ziegelbrenner (Le Fondeur de briques) vendue sur abonnement, qu’il publie à partir de septembre 1917 et anime avec Irene Memet une maison d’édition au nom de sa compagnonne. Les deux maisons ne sont contactables que par courrier via une boîte postale. Der Ziegelbrenner est également diffusé auprès de libraires partageant les opinions du couple.
Le 7 novembre 1918, se déclenche la révolution allemande, à laquelle Marut participe activement avec Irene. Les évènements font grossir subitement le nombre d’abonnés au Ziegelbrenner, d’où sa réaction dans la revue :
« Je vois que j’ai trop d’abonnés. Un peu de patience, je vais réduire votre nombre [...] J’ai besoin de véritables lecteurs : les consommateurs n’ont qu’à se tourner vers la presse quotidienne ou harceler les revues qui ont besoin d’abonnés. Moi je n’en ai pas besoin. »
En décembre 1918, il organise deux soirées où des lectures du Ziegelbrenner sont faites, l’orateur restant dans l’ombre.
Les catholiques du Bayerische Volkspartei remportent les élections du 12 janvier, mais les membres des conseils de soldats, d’ouvriers et de paysans réclament une deuxième révolution. Le 21 février, Kurt Eisner, un des leaders de la gauche, est assassiné par un membre de la société de Thulé, d’extrême droite. Le 7 avril, c’est le début de l’éphémère république des conseils de Bavière. Dans ce contexte agité de l’automne 1918 et de l’hiver et du printemps 1919, Marut vilipende la presse capitaliste avant d’être nommé à la section de la presse et censeur par le congrès des conseils. Dès le 8 avril, il présente un plan de socialisation de la presse, aussitôt accepté et mis en œuvre. Il est également membre de la commission pour la préparation du tribunal révolutionnaire et du comité de propagande.

### La clandestinité et l’exil
Dans un climat de guerre civile, il est arrêté le 1er mai 1919, jugé de façon expéditive et condamné à mort. Mais il profite d’une bousculade au tribunal improvisé au palais de la Résidence et réussit à s'évader. Il erre dans la campagne quelque temps, prenant la parole dès qu’il le peut en faveur de la république des conseils, avant de réussir à reprendre de manière clandestine la publication du Ziegelbrenner. À Munich, son appartement est surveillé, perquisitionné et l’ensemble de ses biens saisis. Le 23 mai, il est inscrit sur la liste des personnes recherchées, pour haute trahison. Irene Mermet/Aldor est arrêtée au cours de l’année, sans suites. En compagnie d'Irene, il erre pendant quatre ans et demi à travers l'Europe, sous divers pseudonymes.
En 1919, il publie un recueil des textes qui lui ont été refusés depuis dix ans : Der BLaugetupfe SPerlinG (en allemand : Le MOineaU moucheté de BLeu) où il raille « l’ordre et la manie des titres, [...] le commerce de l’art, l’exploitation capitaliste et l’héroïsme à la guerre ». Fin 1921, paraît le dernier numéro du Ziegelbrenner. Il semble qu’il survive quelque temps en vendant des poupées de chiffon qu’il fabrique lui-même.
Il est hébergé à Berlin par Götz Ohly, qui fait partie de ceux qu’il appelle ses « compagnons briquetiers » ; Ohly lui prête son passeport. Il se réfugie ensuite à la communauté de Kaltall, dans l’Eifel près de Cologne. Y vivent des artistes influencés par le dadaïsme ou du groupe des artistes progressistes (de). Les principaux membres en sont les écrivains Käthe Jatho-Zimmermann, Carl Oskar Jatho et les peintres Franz Nitsche et Franz Wilhelm Seiwert, ou encore Anton Räderscheidt, Angelika Hoerle, Heinrich Hoerle. C’est l’imprimerie de la communauté qui sert à imprimer les derniers numéros du Ziegelbrenner. De plus, la communauté étant située à proximité de la frontière hollandaise, elle offrait des facilités de fuite à un proscrit tel que Marut. Recknagel note que dans le fonds légué par Traven à Mexico se trouvent de nombreux ouvrages de cette communauté. Marut coopère plusieurs fois avec Seiwert pour des livres dont l’un écrit les textes que l’autre illustre de gravures. Grâce à l’aide d’un richissime donateur et d’anarchistes locaux, Marut passe la frontière vers les Pays-Bas,,,.
Selon des personnes qui ont hébergé Irene Mermet/Aldor à New York, le couple s’embarque sur une petite embarcation fin 1923 ou 1924 pour traverser la mer du Nord mais une tempête les jette sur les côtes des Pays-Bas.
Arrivé probablement l’été 1923 en Angleterre, il est arrêté le 23 novembre à Londres pour défaut de permis de séjour et emprisonné du 30 novembre au 15 février à la prison de Brixton. Ayant perdu tous ses papiers, il déclare à la police s'appeler Otto Albert Max Feige né le 23 février 1882 à Schwiebus en Brandebourg, et déclare aussi les identités de Albert Otto Max Wienecke, Adolf Rudolf Feige, Barker et Arnolds. Lors de son passage à Londres, il bénéficie de l’aide de Sylvia Pankhurst et de la suffragette socialiste Norah Smyth,.
Sa demande de passeport américain est rejetée. Il se présente devant le juge en tant que Ret Marut. Mais aucun lien entre le dit Feige et Marut n'est établi par le Home Office qui est en contact avec le FBI. Sous le coup d’un arrêté d’expulsion, il reste deux mois au 649 de Commercial Road (en) dans l’East End, quartier mal famé fréquenté par des ouvriers et des militants radicaux. Finalement il réussit le 17 avril 1924 à embarquer sur un cargo, vers Tampico, port mexicain. Selon d’autres sources, il s’engage sur le cargo danois Hegre le 17 avril, mais n’embarque pas. Néanmoins, il débarque au Mexique dans l’été.

### Premières années au Mexique

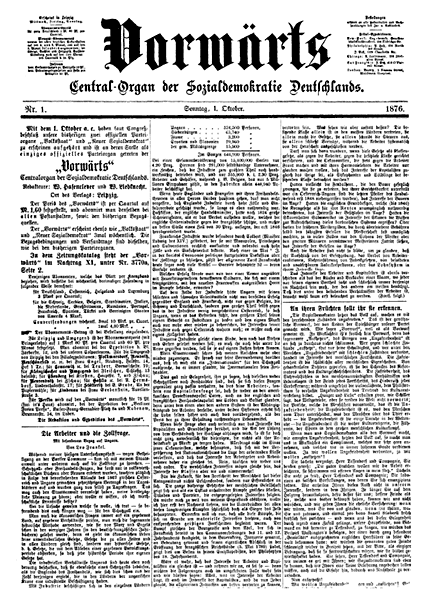
Le journal Vorwärts.

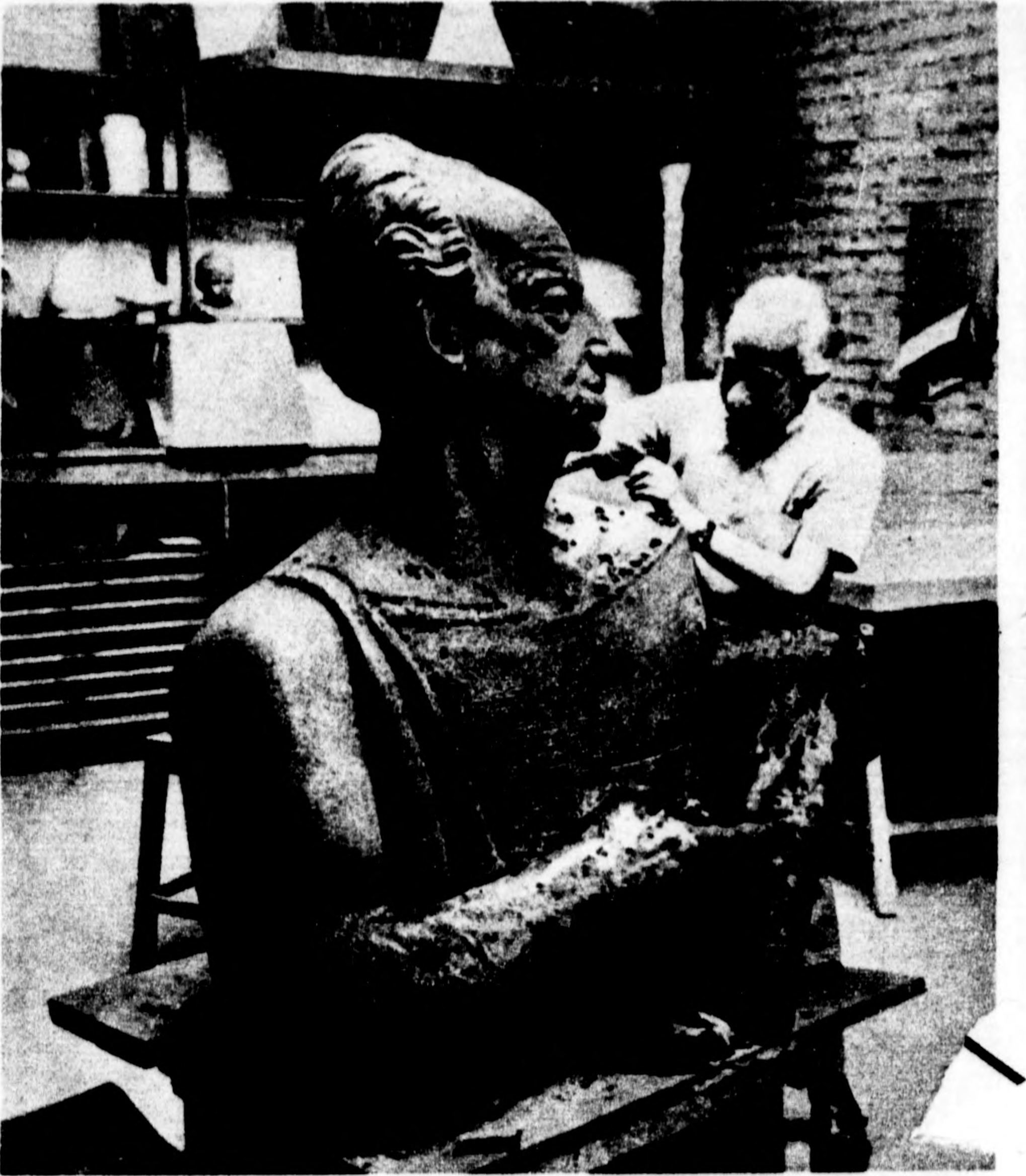
Canessi sculptant le buste de B. Traven en 1929.

Il arrive au Mexique, qu’il a pu choisir en raison de la récente révolution mexicaine et des succès enregistrés par le syndicat anarcho-syndicaliste des IWW (ou Wobblies). Il vit quelque temps à l’ancienne colonie agricole américaine de Colombus (actuellement Cuauhtémoc proche de Tampico) d’où sont postés ses premiers romans,. Il exerce différents métiers, dont précepteur dans une famille de fermiers américains. On sait aussi qu’il a lu El Machete, le journal du parti communiste mexicain dirigé, entre autres, par Diego Rivera.
Sa découverte du Mexique et de l'exploitation des Indiens devient une source d’inspiration pour ses écrits et sa vie pendant ces dix années prolifiques. Ses ouvrages sont écrits en allemand. Il adresse quelques textes au journal social-démocrate Vorwärts (en allemand : En Avant), qui publie Les Cueilleurs de coton en feuilleton (25 épisodes) en 1925, date de naissance publique de Traven. Vorwärts avait publié des positions pacifistes pendant la Première Guerre mondiale, ce qui le rendait acceptable à Traven. Le Vaisseau des morts est ensuite publié par la guilde du livre Gutenberg (appartenant à l’Union culturelle des typographes allemands) à Berlin grâce à l'appui de son « découvreur », Ernst Preczang en 1925, et en 1926, il rajoute une seconde partie aux Cueilleurs de coton qui est publiée en 1926 aux éditions Buchmeister sous un nouveau titre, Wobbly.
Dans Les Cueilleurs de coton, puis Le Vaisseau des Morts et Le Trésor de la Sierra Madre, on retrouve comme personnage récurrent Gérald Gale. Il a pu être inspiré par Linn A. E. Gale, fondateur des IWW au Mexique, et dont le nom signifie "tempête" en anglais, ce qui en fait un bon alter ego de Marut/Traven qui écrit ceci à propos du Mexique, dans Les Cueilleurs de coton, :
« Un pays où s’enquérir du nom de quelqu’un, de son métier, de l’endroit d’où il vient et où il va est un manque de tact, presque une insulte. » Gale apparaît également dans la nouvelle Le Visiteur du soir.
En 1926, il suit les cours de l’université nationale autonome de Mexico afin de mieux connaître la culture mexicaine. Il y rencontre le photographe Edward Weston et son amie Tina Modotti avec qui il apprend la photographie. Il est recruté pour une expédition archéologique et ethnologique de l’université de Mexico au Chiapas en tant que photographe et sous la fausse identité norvégienne de Traven Torsvan. Il rencontre également les peintres Diego Rivera et Frida Kahlo, David Siqueiros et son épouse Angelica, tous marqués politiquement à gauche. Il rencontre également Esperanza Lopez Mateos, qui devient la traductrice de ses œuvres en espagnol, et son frère, Adolfo López Mateos, président du Mexique en 1958-1964. À partir de 1926, il vit dans une cabane de bois au nord de Tampico. Il y écrit Le Pays du printemps, un récit ethnographique illustré par ses photos du Chiapas, incluant des commentaires sociaux incisifs et critiques du sort fait aux Indiens,. Malgré la richesse de ses notations historiques, archéologiques, ethnographiques, folkloriques et de la critique des dégâts causés par les grosses sociétés capitalistes faisant irruption dans la zone, il ne se départit pas du vocabulaire de l’époque, employant le mot race à de multiples reprises. B. Traven s’en est rendu compte et a par la suite très largement expurgé les rééditions de ce livre (63 pages de texte au total, selon Rolf Recknagel. Les passages supprimés comportaient aussi de nombreuses références à l’Allemagne). En 1929, il réunit les contributions de plusieurs auteurs autour des siennes pour constituer L’Art des Indiens, qui n’a jamais été publié intégralement (quelques chapitres ont été publiés en allemand puis par le magazine mexicain Siempre). Par la suite, il fait de nombreux séjours au Chiapas, six mois chaque année jusqu’au début des années 1930. Il considère les habitants de la forêt Lacandone comme ses frères, pratiquant un communisme pur et ancien.
Pendant ces années, il reste en contact avec Irene Mermet, qui s’est installée aux États-Unis sous le nom d’Irene Schott. Le fonds Traven contient de nombreux échanges entre eux deux, avec des allusions à la période du Ziegelbrenner. Elle meurt à New York en 1956. Parallèlement, ses amis de Bavière s’inquiètent de son sort : dès sa sortie de forteresse, Erich Mühsam lance la revue Fanal, et dès le premier numéro, il publie un article demandant des nouvelles du Fondeur de briques.
En 1928-1929, il publie la nouvelle La Brousse, Le Pays du printemps (illustré de ses photos) et les romans Le Pont dans la jungle et Rosa blanca. En 1930, il obtient un permis de séjour au nom de Traven Torsvan et part s'installer près d'Acapulco, dans une auberge à Parque Cachu où il entame le cycle de l'Acajou. Il abandonne son bungalow près de Tampico.

### Célébrité mondiale et poursuite d'une œuvre singulière

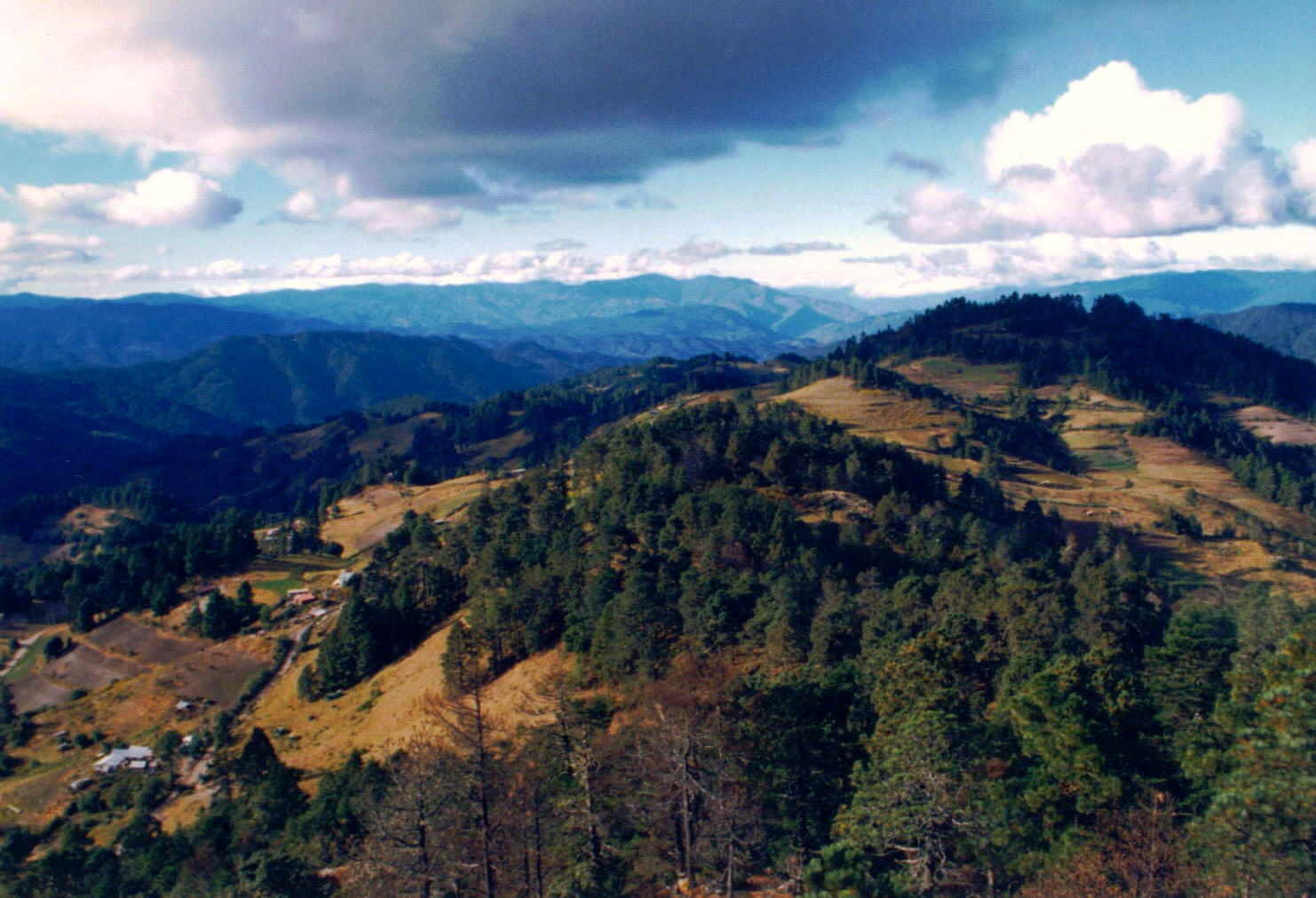
La Sierra Madre au Mexique.

En 1930, il se fait délivrer un permis de séjour officiel ; il indique comme nom Traven Torsvan, américain né à Chicago en 1890 et entré au Mexique par Ciudad Juarez en 1914. La carte d’identité qu’il demande en 1942 porte les mêmes renseignements. D’après Gerd Heidemann, aucun Traven Torsvan n’est né cette année-là à Chicago ; quant à la date d’entrée, elle est invérifiable, aucun registre n’étant tenu à Ciudad Juarez en révolution ces années-là.
En 1930, B. Traven est connu dans le monde entier : il est déjà publié en 12 langues (allemand, danois, espagnol, français, hongrois, néerlandais, norvégien, polonais, russe, serbo-croate, suédois et tchèque). Traven publie aussi dans plusieurs journaux allemands : non seulement Vorwärts, mais aussi Die Rote Fahne (du KPD), la revue satirique Simplicissimus et Der Freie Arbeiter, un journal anarchiste. Il prend aussi des cours de pilotage d’avion aux États-Unis.
En 1933, avec l’avènement du Troisième Reich en Allemagne, il se retrouve sur la liste des auteurs interdits et ses livres sont proscrits et brulés dans les autodafés par le régime,. Les bureaux de la guilde du livre Gutenberg sont occupés par les SA le 2 mai ; elle se réfugie à Zurich et continue la publication des œuvres de Traven. Traven transfère les droits de ses œuvres à la filiale de Zurich. En 1934, Le Vaisseau des morts est traduit et publié en anglais. En 1934, les premières traductions en anglais du Vaisseau des morts paraissent à New York (Knopf) et Londres (Chatto & Windus). En 1935, Franz Seiwert et Heinrich Hoerle offrent les invendus du Ziegelbrenner aux « amis de Traven », signe qu’il a sûrement été reconnu...
Ces années sont aussi celles où paraît le cycle de l'Acajou (ou cycle Mahogany) où il utilise le matériau accumulé lors de ses voyages au Chiapas. Cette série de romans est jugée comme son œuvre la plus importante. Ce cycle commence avec Der Karren (en allemand : La Charette) en 1931, et se poursuit avec Regierung (en allemand Gouvernement, malencontreusement traduit par Indios en français), Der Marsch ins Reich der Caoba (en allemand : La Marche dans l'empire de l'acajou), Die Troza (en espagnol : La Grume), Die Rebellion der Gehenkten (en allemand : La Révolte des Pendus) et Dschungel-Marshall (en allemand : Le Maréchal de la jungle), qui se conclut par la fondation d’une cité utopique, Solipaz (soleil et paix).
En 1939, Traven rompt son contrat avec la guilde Gutenberg qui refuse d’éditer le dernier roman du cycle de l’Acajou (Dschungel-Marshall, devenu L’Armée des pauvres en français). Il est d’abord publié en suédois, avant d’être édité en allemand aux Pays-Bas par les éditions Allert de Lange Verlag en 1940,. Le roman connait sa première édition à Stockholm chez Holmström. Il continue d’éviter Mexico, où se sont réfugiés le théoricien du conseillisme Otto Rühle, Anna Seghers, Gustav Regler et Bodo Uhse, et où les services secrets nazis sont présents et ont soutenu la tentative de coup d’État de Saturnino Cedillo en 1938.
À la fin des années 1930, Traven fait la connaissance d'Esperanza López Mateos (en), sœur du futur président du Mexique, qui devient la traductrice de ses livres en espagnol. Elle lui sert aussi d’intermédiaire pour sa correspondance personnelle avec l’étranger, devient sa secrétaire et sa plus proche amie, bien que communiste aux penchants léninistes. Ils font ensemble le projet de monter une maison d’édition, Tempestad (Tempête — encore — en espagnol), qui n’aboutit pas. Après Le Général de la jungle publié en 1939, il cesse pratiquement d'écrire des romans.
Après la Seconde Guerre mondiale, il écrit quelques essais politiques, où il juge inévitable l’advenue d’une troisième guerre mondiale.

### 1951-1969
En 1934, Traven avait ouvert un coffre au Banco de Mexico. En 1948, le directeur de la banque décide de faire une enquête sur ce client mystérieux, et mandate un détective privé, qui découvre la résidence de Traven, Parque Cachù (en espagnol : parc Cajou), proche d’Acapulco. Le Parque Cachu était une petite ferme de trois hectares, appartenant à Maria de la Luz Martinez et enregistrée comme restaurant afin de justifier de revenus, bien que les clients soient fort rares. Toutes les royalties que percevait Traven étaient transférés sur son compte en banque. La maison était occupée par Maria de la Luz et son frère, Traven vivant dans une cabane en terre et toit de tuiles. Luis Spota, journaliste, obtient une partie des résultats de ce détective, fait le pied de grue devant la maison de Traven, l’espionne et le harcèle, et finit par publier un article révélant où vit Traven et son identité avec Torsvan, dans l’hebdomadaire Mañana du 7 août. Traven fait parvenir un démenti au magazine Hoy, déménage, et supprime ses boites postales. À la même époque, sa fille Irene Zielke prend contact avec lui : il lui répond qu’il n’est pas son père.
B. Traven demande et obtient la nationalité mexicaine le 3 septembre 1951. Après le suicide d'Esperanza López Mateos en 1951, il s'installe à Mexico, dans la maison de Rosa Elena Luján, qui est sa secrétaire. Désormais, il se consacre à la diffusion de ses livres et aux adaptations de ses films (9 de son vivant). Après 1951, il utilise les communiqués BT (les BT-Mitteilungen), parfois qualifiés de bulletins de désinformation. Ces communiqués sont publiés 3 ou 4 fois par an pour faire la promotion de ses œuvres, et démentir tout lien entre Ret Marut et B. Traven. Il épouse Rosa Elena Luján en 1956 et achète en 1963 une maison, calle Mississipi à Mexico. Parmi ses rares amis se trouvaient Gabriel Figueroa, son épouse Antonietta, Diego Rivera, David Alfaro Siqueiros. Diego Rivera, Antonietta Rivera ont réalisé des portraits de Traven. Il fait des dons pour la préservation d’une ruine maya, ou pour que des médecins aillent soigner dans la jungle. Il utilise aussi sa voiture pour faire passer au Mexique des intellectuels américains poursuivis par le maccarthysme ; il continue de faire des séjours de plusieurs mois au Chiapas. Son travail, outre l’adaptation pour le cinéma, la radio et le théâtre de ses romans, comprend aussi la publication de nouvelles, soit plus banales que ses premiers écrits, soit à franche tonalité onirique.
En 1954, il signe le scénario de la Révolte des pendus, film réalisé la même année par Emilio Fernández et tourné en grande partie au Chiapas. Fernandez, en conflit avec Traven, jeta l’éponge et Alfredo Crevenna acheva le tournage. En 1959, il signe l’adaptation de la nouvelle Le Troisième convive, portée à l’écran sous le titre Macario par Roberto Gavaldon. Le film remporta un grand succès<. Le Vaisseau des morts est porté à l’écran en 1958, avec un scénario qui introduit de nouveaux personnages, notamment féminins, par rapport au roman, sans objection d’Hal Croves alias Traven. Après un tournage mouvementé et malgré l’annulation de la cession des droits en cours de tournage, il est finalement achevé et présenté en 1959, en présence d’Hal Croves (c’est-à-dire de Traven) à Hambourg, le 1er octobre 1959.
En 1960, paraît Aslan Norval, le dernier roman publié de Traven, et le premier depuis 1940. Il eut du mal à trouver un éditeur, entre les maladresses de sa rédaction, et la crainte de certains d’avoir affaire à un imposteur. Le roman traite d’une jeune milliardaire, Aslan Norval, qui s’enthousiasme pour un projet de canal de New York à San Francisco ; dans l’histoire, ce projet pharaonique est vu comme un dérivatif à la passion malsaine pour les armes et la guerre (on est en pleine guerre froide où la paix ne semble garantie que par l’équilibre de la terreur). Il désarçonne, car il se situe dans la haute société des États-Unis, et son ton est plus proche d’un réformisme social progressiste, que de l’anarchisme stirnérien radical des origines, même si son contenu rejoint une idée du Ziegelbrenner de 1917. Il inclut également de nombreuses scènes érotiques avec un argument de départ choquant, même si Traven défend ses personnages qui n’ont que des désirs « d’une saine et rafraichissante normalité ».
En 1963, il reçoit un prix littéraire d'Allemagne qu’il refuse
Sa mort survient le 26 mars 1969. Une fille lui était né de Rosa Elena Luján un an et demi plus tôt. Un mois plus tard, sa veuve, Rosa Elena Luján, annonça que Hal Croves (B. Traven Torsvan à l'état-civil mexicain) était en réalité Ret Marut.
Selon ses volontés, ses cendres furent dispersées au-dessus du Chiapas, le 18 avril.

## Réception et style
Dès ses premières œuvres publiées, Traven reçoit un accueil enthousiaste. C’est d’ailleurs en lisant Les Cueilleurs de coton qu’Ernst Preczang décide de prendre contact avec lui pour publier ses œuvres. Le Vaisseau des morts reçoit lui aussi un accueil favorable, surtout dans la presse du mouvement ouvrier ; il fait l’objet de conférence dès 1929. En 1931, la guilde annonce avoir vendu 100 000 exemplaires du Vaisseau des morts ; en 1935, elle consacre son cahier d’avril aux 10 ans de la naissance de Traven comme auteur.
Le journal Der Sonntag, publié en Allemagne de l’Est, critique son positionnement, qu’il juge individualiste et pessimiste, ce qui n’est pas étonnant de la part d’une publication qui devait respecter la ligne politique imposée dans les démocraties populaires ; cependant, B. Traven a toujours été apprécié dans le prolétariat allemand, et ne s’est jamais prononcé sur la nature de ces régimes, ses livres sont donc restés accessibles.
Son dernier roman, Aslan Norval, reçoit des critiques négatives. Son biographe Rolf Recknagel juge « qu’elle n’atteint pas à l’intensité artistique et à la tension compacte qu’on trouvait dans les œuvres précédentes ». Traven lui-même le trouvait médiocre et « pas écrit à sa manière ». Pour Guido Barroero, ce roman est injustement sous-estimé, où il voit une satire féroce du pouvoir de la finance et des médias. Il est néanmoins jugé faible, ce qui explique peut être qu’il n’ait quasiment pas été traduit.
John Komurki caractérise le style de Traven par l’exotisme, la vision politique, et un don de conteur. Il lui reconnait un grand talent d’écriture, mais sans être un styliste de la langue. Il a une place particulière dans le panthéon littéraire au Mexique ; il est actuellement très apprécié car il a décrit le pays de façon acérée mais avec un réel attachement. Le milieu littéraire mexicain, très bourgeois, s’est détourné de Traven, qui se plaçait sans ambiguïté du côté des indigènes, formulant ses observations sans concessions sur les injustices sociales parfois criantes. Ce milieu ne le prit au sérieux qu’à l’extrême fin de sa vie, et le marginalisa ; il n’est inclus dans le Diccionario de escritores Mexicanos qu’en 1967.
Michael L . Baumann reconnait à B. Traven la qualité de ses personnages, qui sont rarement d’une pièce ; les idées présentées, rarement univoques. Dans la façon de Traven de présenter les choses, il n’est jamais certain que l’humanité pourra s’extraire de sa gangue de souffrance. Même si son écriture est marquée par son (ses) idéologies, il est un auteur beaucoup plus nuancé qu’un idéologue. Ses personnages sont issus du peuple, parlent l'argot ; il dépeint des femmes fortes, des enfants, le caractère de certains animaux. Un tiers de ses romans sont écrits à la première personne ; ses romans en font un précurseur de la littérature prolétarienne américaine.
Kurt Tucholsky, qui vante le style épique de Traven a caractérisé le style de Traven comme une « technique d’écriture flottante », faisant se suivre une multitude de petits épisodes, reliés entre eux par une intrigue interrompue sans cesse par des digressions avant de réunir toutes ces histoires en une seule, les digressions lui permettant d’illustrer ou de répéter ses idées principales ; dans une recension de ses œuvres parue au début des années 1930, il qualifie Traven de « grand épique ».
Recknagel relève, outre les tournures typiques du nord de l’Allemagne, deux types d’expression : des passages à l’allure poétique (essentiellement les descriptions naturalistes) et d’autres écrits avec une « langue dure, âpre, choquante » pour les scènes de la vie quotidienne, exprimer des sarcasmes ou sa colère. Les jurons se multiplient au fur et à mesure du temps ; les gros mots, au départ euphémisés, sont remplacés par le mot directement. Enfin, il fait un grand emploi des répétitions et des anaphores.

## Conceptions et influences
L’œuvre et la vie de Traven témoignent de ses convictions anarchistes, fortement marquées par le stirnerisme. Il attaque donc l’autorité sous différentes formes, lÉtat, l’Église, le nationalisme, les syndicats établis qui soumettent les ouvriers, le capitalisme, le racisme et l’antisémitisme, la presse et la classe politique pour leurs mensonges et leur autoritarisme,,. Bien que fortement individualiste et opposé aux organisations, et privilégiant l’action individuelle, il reconnaît l’utilité des conseils ouvriers et peut s’impliquer dans une action collective, comme celle de la révolution des conseils en Bavière.
La condamnation du militarisme marque également toute son œuvre comme dans la nouvelle de 1916 En plein brouillard où deux patrouilles ennemies tombent l’une sur l’autre, et au lieu de se combattre, fraternisent ou La Mère Beleke, plus ironique, publié en 1916 par Reclam, qui n’a pas saisi son caractère antimilitariste.
Sa première nouvelle (intitulée La Princesse annamite ou Le Pouvoir de l’Indien, jamais été publiée) s’en prend violemment au système d’exploitation coloniale qui règne en Indochine française, ce qui en fait un précurseur des auteurs anticolonialistes. De même, il décrit l’exploitation des indigènes mexicains sous deux aspects : certes, il décrit l’exploitation par des grandes compagnies étrangères, qui pratiquent une forme d’impérialisme ; mais il décrit aussi l’exploitation des indigènes par les Mexicains eux-mêmes, grâce aux structures de domination mises en place lors de la colonisation par les Espagnols. Certains relèvent sa tendance à idéaliser les Indiens comme « de nobles et anarchistes sauvages ».
Dans son œuvre, Traven est toujours du côté des travailleurs, des exploités, des vagabonds, des sans-abri, des sans-papiers : les personnages qu’il présente sont piégés dans des rapports salariaux dont ils ne tirent que des miettes, tandis que la valeur qu’ils créent est accaparée par les patrons. Pour Jenny Farrel, il décrit leurs souffrances, leurs luttes, le tout dans un cadre exotique, ce qui explique son succès. Cependant, il relève aussi la responsabilité des exploités dans l’acceptation de leur condition, qui vient de l’acceptation des règles de cette société injuste, et donc du pouvoir.
Enfin, il n’idéalise pas les Indiens : même s’il considère que la véritable révolution, non-préparée, brutale, rustique mais efficace, ne peut venir que d’eux, il n’oublie pas leur résignation profondément ancrée.
La notice de l'encyclopédie Britannica définit son œuvre comme « âpre, remplie de descriptions de danger, de cruauté et de souffrances physiques et émotionnelles, mais sa prose dépouillée et directe a un effet directement captivant, et les récits et les thèmes sont clairs et convaincants ».

### Anonymat
L’usage de pseudonymes par Traven, dans sa volonté d’être anonyme, joue un rôle important dans sa vie. L’influence stirnerienne peut servir d’explication Selon L’Insomniaque, on n’en connait pas encore toutes les raisons. Quelques-unes, avancées par Traven lui-même, expriment sa vision du monde :
« Je n’ai pas envie d’être de ces gens qui se tiennent sous les feux de la rampe. Comme travailleur, je me trouve immergé au sein de l’humanité, anonyme et obscur comme tout ouvrier qui apporte son lot de contribution pour faire progresser l’humanité. Je me sens comme un petit grain de sable dont la terre est composée. Mes œuvres ont de l’importance, moi, je n’en ai pas, pas davantage que le cordonnier qui considère de son devoir de fabriquer pour les hommes de bonnes chaussures qui leur aillent. »
« Je ne veux pas renoncer à ma vie d’homme ordinaire qui vit continûment et simplement parmi les hommes ; pour ma part, je cherche à contribuer à ce que disparaissent les autorités et le respect de l’autorité, à ce que chaque homme renforce en lui la conscience qu’il est aussi important et indispensable à l’humanité que tout un chacun, quoi qu’il fasse et quoi qu’il ait fait. »
Dans le BT-Mitteilungen no 1 de 1951, Traven fait savoir que son prénom se limite à la lettre B., qui selon lui ne signifie donc ni Ben, ni Bruno, ni Bernard. Les biographes de Traven citent souvent ce passage à propos de sa volonté d’anonymat, plus ou moins complètement :
« Celui qui postule un emploi de veilleur de nuit ou d’allumeur de réverbères se voit demander un curriculum vitæ à transmettre dans un certain délai. Mais d’un travailleur qui crée des œuvres intellectuelles, on ne devrait jamais l’exiger. C’est impoli. On l’incite à mentir. Surtout s’il croit, pour des raisons bonnes ou mauvaises, que sa vie véritable pourrait décevoir les autres. Cela ne vaut certes pas pour moi. Ma vie personnelle ne décevrait pas. Mais elle ne regarde que moi et je tiens à ce qu’il en soit ainsi. Non par égoïsme. Mais parce que je désire être mon propre juge en ce qui concerne mes affaires personnelles. J’aimerais le dire très clairement. La biographie d’un créateur n’a pas la moindre importance. Si on ne reconnaît pas l’homme à ses œuvres, de deux choses l’une : soit c’est l’homme qui ne vaut rien, soit ce sont ses ouvrages. C’est pourquoi l’homme créateur ne devrait pas avoir d’autre biographie que ses œuvres. C’est dans ses œuvres qu’il expose à la critique sa personnalité et sa vie. »

#### Possibles significations de ses pseudonymes
Selon un marin allemand installé au Mexique, Traven est un vieux mot du jargon de marin qui signifie « voyageur ». Irene Mermet pensait elle qu’il venait du fleuve traversant Lubeck, la Trave, région qu’elle pensait être la région de naissance de Marut/Traven.
D’autres sens ont été avancés : phonétiquement, B. Traven se rapproche de betray (en anglais : trahir), de travel (en anglais : voyager), de raven (en anglais : corbeau).
Dans le Rig-Veda, les Marut sont assimilés à la tempête : « Leur origine, nul ne la sait ; seuls eux savent mutuellement leur lieu de naissance. ». C’est également l’anagramme de traum (en allemand : rêve).

## Hypothèses sur son identité de naissance
La sortie du film Le Trésor de la Sierra Madre relance la chasse à l’identité réelle de B. Traven, qui durait déjà depuis 1926 avec même la rumeur fortement accréditée d’une prime offerte par le magazine Life.
Si beaucoup de détails de sa vie sont maintenus connus, Traven est encore considéré comme « la plus grande énigme littéraire du XXe siècle »,. Il s’est présenté, outre ses multiples pseudos, sous les nationalités allemande, lituanienne, hollandaise, américaine et mexicaine. Son goût du secret provoqua l’imagination, et on lui attribua diverses identités farfelues.
Parmi les éléments positifs pouvant aider à cerner l’identité de B. Traven, on note dans Le Vaisseau des morts de nombreuses expressions propres au Mecklembourg ; le fait qu’il relate des souvenirs de lycée dans Der Ziegelbrenner (ce qui indique qu’il a poussé sa scolarité au-delà du primaire).
Le mystère dont s’est entouré B. Traven durant sa vie a suscité de nombreuses recherches ; en anglais, les personnes qui se passionnent pour ce mystère sont appelées travenologists, ce qui pourrait se traduire par travenologue.

### Albert Otto Max Feige
B. Traven serait le nom de plume de Hermann Albert Otto Max Feige, né le 23 février 1882 sous le nom de Otto Wienecke dans la petite ville de Schwiebus, située dans le Brandebourg prussien, aujourd’hui Świebodzin, en Pologne. Dans cette hypothèse, ses parents sont polonais et s’appellent Hermine Wienecke, ouvrière, et Adolf Feige, potier originaire de Finsterwalde. L’enfant ne reçoit le nom de son père que trois ans plus tard, lorsque ses parents se marient civilement.
Pendant les premières années de leur mariage, les parents d’Otto déménagent souvent. En octobre 1892, la famille repart à Schwiebus où le père est employé comme surveillant dans une briqueterie. En 1898, les Feige vont s’installer à Starpel (Staropole), à 14 kilomètres au nord. Cependant, dès 1899, ils sont de retour à Schwiebus. Otto entre à l’école au printemps de l’année 1888. C’est un très bon élève ; plus tard, il émet le souhait d’étudier la théologie et de devenir pasteur. En raison de ses bons résultats scolaires, le conseil municipal de la ville offre de couvrir ses frais de scolarité dans le lycée d’une autre ville. Néanmoins, comme ses parents ne peuvent se permettre de lui payer sa pension, Otto se voit contraint de renoncer à ses projets et obligé d’apprendre un métier, ce qui le déstabilise encore davantage.
En 1896, Otto commence un apprentissage de quatre ans comme mécanicien dans l’atelier de constructions mécaniques de Carl A. H. Mayer. En même temps, il suit pendant deux ans des cours de perfectionnement dans un centre de formation professionnelle. Vers la fin de son apprentissage, il devient membre du syndicat des ouvriers métallurgistes allemands. À l’été 1900, la famille Feige, avec cinq de leurs sept enfants, emménage dans la petite ville de Wallensen, au sud de Hanovre. Otto continue de travailler à Schwiebus avant de rejoindre ses parents à Wallensen en 1901.
En octobre 1901, Otto fait son service militaire au 7e bataillon de chasseurs de l’armée royale de Westphalie prussienne, basé à Bückebourg. Une fois son service achevé, à l’automne 1903, il rentre à Wallensen et envisage d’organiser une campagne syndicale. Quand ses parents le lui interdisent, il se brouille avec eux et s’en va. Aucun membre de la famille Feige ne l’a plus revu. Pour la famille il reste l’étrange oncle Otto, socialiste et adversaire de l’empereur. Jusqu’à l’été 1906, Otto Feige vit et travaille à Magdebourg.
Par la suite Otto Feige devient, le 1er août 1906, secrétaire général au bureau central du syndicat des ouvriers métallurgistes allemands à Gelsenkirchen, au cœur de la région industrielle de Rhénanie-Westphalie. Syndicaliste actif, Otto Feige consacre une bonne partie de son temps à l’organisation de soirées artistiques. Les spectacles comportent des récitals d’arias d’opéra et de lieder classiques, des œuvres d’humoristes tels Wilhelm Busch et Fritz Reuter, sans oublier les pièces de théâtre du dramaturge naturaliste Henrik Ibsen. Vers la fin de 1906, il fonde un théâtre d’ouvriers, le Club d’art dramatique indépendant. Ce mélange d’agitation politique et théâtrale caractérise l’œuvre romanesque de B. Traven.
À l’été 1907, Otto Feige démissionne de son poste de leader syndical. Quand il déclare son départ à la police le 9 octobre, il annonce simplement qu’il va voyager. C’est là qu’il aurait changé de nom, mettant fin à son existence précédente. Pour tous ceux qui ont connu Otto Feige de Schwiebus, il disparaît sans laisser de traces et peut ainsi réaliser son vœu de mener sa vie comme il l’entend, sans se soucier des préjugés. Selon J.-C. Hauschild, Otto Feige se métamorphose en Ret Marut, comédien, qui prétend avoir vu le jour à San Francisco le 25 février 1882 (soit deux jours après la date de naissance d’Otto Feige). Il use habilement du fait que, pendant le tremblement de terre qui a ravagé la Californie, presque tous les documents officiels et registres de naissance ont été détruits. Ce nouveau patronyme offre une vie nouvelle au mécanicien qualifié. Recknagel note que les journaux de San Francisco n’indiquent aucun Marut né dans la ville à la date qu’il indique comme celle de sa naissance.
Cette hypothèse de Jan-Christoph Hauschild est appuyée par Will Wyatt, qui la valide de deux manières. En présentant des photos du Marut de 1907 à Dusseldorf, du Traven du Mexique, et du prisonnier de Londres au frère et à la sœur de Traven, survivants en 1977, ceux-ci reconnaissent leur frère disparu. De plus, il demande à Graham Rabey, spécialiste de la reconnaissance faciale biométrique, qui compare les photos de Marut et de Feige et conclut à l’identité des deux personnes. Le frère, cependant, avait 82 ans en 1977 et dix ans quand il a vu son frère vivant pour la dernière fois : son témoignage est donc fragile.
Cette hypothèse est aussi acceptée par Jenny Farrel et Claire Auzias. Mais il est possible que le jeune Wienecke ait été un enfant placé...

### Moritz Rathenau
L’hypothèse Moritz Rathenau est proposée par Gabriel Figueroa, un ami mexicain de Traven, dans une interview donnée à Ange-Dominique Bouzet et publiée par le journal français Libération, en 1990. Il la republie dans ses Mémoires, parus en 2005.
Elle est reprise par Timothy Heyman, époux de la fille adoptive de Traven et gestionnaire de ses droits, en 2019, dans un essai intitulé Letras libres (Lettres libres). Sa publication intervient 50 ans après la mort de Traven, et 100 ans après l’épisode de la république des conseils de Bavière. Selon cette hypothèse, Traven serait Moritz Rathenau, le fils illégitime d’Emil Rathenau, fondateur de l’entreprise allemande AEG, et donc le demi-frère de Walther Rathenau, ministre de la république de Weimar assassiné en raison de son ascendance juive. Sa mère serait Helen Mareck, actrice irlandaise ou Josephine von Stenwarldt. Cette hypothèse serait un facteur explicatif de la proximité de Traven avec Esperanza Lopez Mateos, elle aussi fille illégitime ; le prénom Moritz aurait été choisi en hommage au père d’Emil Rathenau, Moshe Rathenau, dont la traduction en allemand est Moritz. Elle serait aussi un indice de la maîtrise précoce de l’anglais oral par Traven, et de son affinité pour le théâtre. L’essai de Heyman dresse plusieurs parallèles entre la vie des deux demi-frères, comme l’intérêt pour la politique arrivant à la même époque pour les deux ou le goût pour l’écriture. Heyman voit la plupart des pseudonymes de Traven comme des anagrammes de Moritz Rathenau.
Cette hypothèse est rangée par Paul Berman avec l’ensemble de la « littérature curieuse, obsessionnelle, journalistique, savante et imaginative, tantôt ennuyeuse, tantôt alléchante » parue au sujet de Traven. L’un des biographes de Traven, Karl S. Guthke, qui connaissait cette hypothèse, la rejeta en l’absence de preuve.

### Autres hypothèses
Selon Karl S. Guthke, B. Traven lui-même ne connaissait pas son identité de naissance.
Selon Max Schmid, suisse, la vie de Ret Marut n’explique pas comment il a pu acquérir cette connaissance des milieux qu’il décrit dans ses romans (IWW, Indiens, marine). Il imagine qu'elle lui est venue d’une connaissance, un marin norvégien nommé Traven Torsvan, dont il aurait réécrit les histoires à sa mort et repris son nom comme pseudonyme.
Charles Strasser, suisse, imagina que Jack London et B. Traven ne faisaient qu’une seule personne, le premier ayant maquillé son suicide afin d’échapper à ses créanciers en se cachant au Mexique.
D’autres ont aussi avancé que B. Traven serait l’auteur Ambrose Bierce (né en 1843), disparu au Mexique lors de la révolution.
Esperanza Lopez Mateos, la traductrice et compagne de Traven, et dépositaire de ses droits de 1942 à 1951, fut soupçonnée d’être la réelle autrice des œuvres de Traven. Après la publication de la première photo de Traven par Luis Spota, en 1959, le magazine croate Vsejnik u srijedu identifia Traven comme Franz Traven, un Slovène né en 1883 et disparu lors de la Première Guerre mondiale. On imagina aussi que Traven était le nom d’un collectif d’écrivains réfugiés en Amérique centrale (hypothèse reprise par Gerd Heidemann), ou le fils illégitime du Kaiser Guillaume II,. Cette hypothèse a un temps été soutenue par Recknagel, entre autres. La mère ayant alors été Helene Mareth (ou Mareck), actrice américaine née en Irlande, mais cette hypothèse a été invalidée par Will Wyatt et Karl Guthke, cette actrice n’ayant vraisemblablement pas existé (ce qu’admet Recknagel dans la dernière édition de sa biographie de B. Traven). La proximité de Traven avec la sœur d’Adolfo Lopez Mateos a laissé supposer que le président du Mexique (né en 1909) était l’auteur des romans signés Traven.
Dans un numéro du Der Ziegelbrenner, Marut indique qu’il a été exclu des cours de théologie qu’il suivait. Suivant cette indication, Rolf Recknagel retrouve trace d’un étudiant américain, Charles Trefny, avec pour date de naissance le 2 juillet 1880, exclu en 1903 de l’université de Fribourg. Il s’agit probablement d’une fausse identité, qu’il n’assigne à Traven/Marut qu’à titre d’hypothèse.

## Réputation et postérité
B. Traven commence à être reconnu comme auteur d'abord en Allemagne. C'est paradoxalement en fuyant ce pays, que, depuis le Mexique, et par le biais de la Guilde du livre Gutenberg, il se fait un nom comme auteur des oubliés, des opprimés et des prolétaires. Sur le marché américain, il vend très peu, et ce jusqu’au moment de l'adaptation en 1947 du Trésor de la Sierra Madre par John Huston. Auparavant, cet ouvrage s'était vendu à seulement 2 800 exemplaires chez Knopf.
Son œuvre a été vendue à plus de 25 millions d'exemplaires dans le monde entier[réf. nécessaire] et il est traduit dans une trentaine de langues. Il est considéré comme un auteur national au Mexique (un des rares auteurs étrangers à avoir ce privilège) et en Allemagne. Le magazine Short Stories le nomme écrivain le plus célèbre du Mexique. En 1967, un journal de Stockholm a fait campagne pour sa nobelisation, mais il n’a jamais obtenu de prix littéraire.
Plusieurs biographies lui ont été consacrées dans le monde entier. Sa vie a inspiré L'Homme sans empreintes, roman d'Éric Faye.
En ce qui concerne sa langue d'écriture privilégiée dans les années 1920-1930, il s'agit de l'allemand,. Par la suite, ses tentatives de rédiger directement ses textes en anglais et en espagnol révèlent l'emploi de nombreux germanismes. Sa réputation croissante et la chasse à sa véritable identité l’amenèrent à renforcer ses précautions pour la dissimuler. Lors des republications ou des traductions, il supprime de nombreux éléments faisant référence à l’Allemagne, soit des tournures de phrases, soit des allusions.
Einstein aurait répondu, à la question Quel livre emporteriez-vous sur une île déserte ? -N’importe lequel, pourvu qu’il soit de Traven.
Dix ans après sa mort, la guilde du livre Gutenberg entame la publication des ses œuvres complètes en 18 volumes, dont trois volumes pour Le Pays du printemps.
Au début des années 1990, l’université de Californie à Riverside a acheté les archives privées de Traven, auxquelles Rolf Recknagel et les autres biographes de Traven n’avaient pu avoir accès.
D'après la Baker & Taylor Author Biographie, B. Traven est le modèle du personnage Archimboldi du roman 2666 de Roberto Bolaño.

## Œuvres

### Œuvres parues en France
Plusieurs œuvres de Traven n’ont jamais été traduites en français ; parmi celles qui l’ont été, plusieurs l’ont été dans des conditions douteuses qui ont été maintes fois signalées,,. Dans cette liste, la première date est celle de la première édition française.)
- 1932 : Rosa Blanca (Die Weisse Rose, 1929)
- 1934 : Vaisseau fantôme (Das Totenschiff, 1926)
- 1951 : Le Trésor de la Sierra Madre (Der Schatz der Sierra Madre, 1927). Ce roman est paru dans une nouvelle traduction aux éditions Sillage en 2022[88]
- 1954 : Le Vaisseau des morts, réédition de Vaisseau fantôme, paru en 1934
- 1955 : La Révolte des pendus, dernier roman du cycle de l'Acajou (Die Rebellion der Gehenkten, 1936)
- 1955 : La Charrette (Die Karren, 1931)
- 1974 : Indios (Regierung, 1931)
- 1967 : Le Visiteur du soir, et autres histoires, incluant la nouvelle Le Troisième Invité, adaptée à l'écran, et Chaîne de montage[123] (The Night visitor : and other stories, 1967[124],[125])
- 1994 : Dans l'État le plus libre du monde, Les Archives de l’Avenir (réédité en 1999 par Actes sud et 2011 par l’Insomniaque)
- 1999 : Le genre de choses qui arrivent en France, et autres fabliaux  (ISBN 2-908744-58-9)
- 2004 : Le Pont dans la jungle (Die Brücke im Dschungel, 1929)  (ISBN 2-07-042643-2)
- 2009 : Nouvelles mexicaines (Canasta de cuentos mexicanos, 1956)  (ISBN 978-2-218-93320-2)
- 2009 : Le Chagrin de saint Antoine : et autres histoires mexicaines (1975)  (ISBN 978-2-7071-5908-3)
- 2013 : L'Armée des pauvres (General kommst aus dem Dschungel, 1940)  (ISBN 978-2-7491-2090-4)
- 2018 : Le Gros Capitaliste (Der Großindustrielle), Libertalia  (ISBN 978-2-3772-9026-0)
- 2018 : Macario, Libertalia  (ISBN 978-2-37729-067-3)

### Œuvres publiées, inédites en français
De 1912 à 1918, Ret Marut publie 25 nouvelles dans diverses revues. Dans la liste ci-après, le nom d’auteur, quand il est indiqué, est le pseudonyme que Traven a choisi pour cet ouvrage. Après 1925, ils sont tous publiés sous le nom d’auteur B. Traven.
- 1916 : Richard Maurhut, An das Fräulein von S. (en allemand : Lettre à mademoiselle von S.), éditions J. Mermet
- 1917-1921 : 40 numéros du Ziegelbrenner, réunis en 12 cahiers
- 1919 : Der BLaugetefte SPerlinG (en allemand : Le MOineaU moucheté de BLeu), recueil de nouvelles publié aux éditions du Ziegelbrenner
- vers 1920 : Khundar. Premier livre. Rencontres, aux éditions du Ziegelbrenner (sans nom d’auteur)
- 1920 : Robert Bek-Gran, Vom We sender Anarchie (en allemand : De l’essence de l’anarchie), Nuremberg : éditions Der Bund
- 1921 : Hugo Kronsthal, In der Weltstadt verschwunden (en allemand : Disparu dans la ville universelle), éditions Mitteldeutsche Verlagsanstalt
- 1925 : Die Baumwollpflücker (littéralement, Les Ramasseurs de coton)
- 1926 : Der Wobbly - version augmentée du précédent, chez Buchmeister Verlag (Berlin et Leipzig)
- 1928 : Der Busch und andere Erzählungen, réédité en 1930 sous le titre Der Busch (littéralement, L'Arbuste ou La Brousse), chez Büchergilde Gutenberg (Berlin)
- 1928 : Land des Frühlings (littéralement : Le Pays du printemps), chez Büchergilde Gutenberg (Berlin)
- 1933 : Der Marsch ins Reich der Caoba. Ein Kriegmarsch (en allemand : La Marche dans l’empire de l’Acajou. Une marche de guerre), chez Büchergilde Gutenberg (Berlin)
- 1936 : Die Troza, (en espagnol : La Grume) chez Büchergilde Gutenberg (Zurich)
- 1936 : Sonnen-Schöpfung / Indianische Legende (« La Création du soleil - légende indienne »), chez Büchergilde Gutenberg (Zurich, Vienne, Prague)
- 1937 : Dschungel-Marshall
- 1950 : Macario (traduit dans Le Visiteur du soir)
- 1951 : Histoire d’une amitié ; Et pourtant ma mère
- 1960 : Aslan Norval, chez Kurt Desch Verlag

En 1964, les éditions Volk und Welt ont réédité l’ensemble de l’œuvre de Traven d’après les éditions originales (avec notamment les indications biographiques qu’il a supprimé des éditions suivantes).
Deux des nouvelles publiées entre 1912 et 1921 ont été traduites en français et publiées dans le recueil Le genre de choses qui arrivent en France. Des extraits du Ziegelbrenner ont été publiés dans Dans l’État le plus libre du monde, chez l’Insomniaque. Les premiers chapitres des Cueilleurs de coton ont été publiés dans la revue Réfractions no 3 (1998). Cinq des nouvelles du recueil Der Busch sont traduites dans Le Visiteur du soir, chez Stock (1967).

### Œuvres de collaboration
- 1919 : avec Franz Seiwert, Welt zum Staunen (en allemand : Monde à émerveiller), un livre d'images en gravures sur bois, dont il écrit quelques vers, publié par Kaltall-Press ;
- toujours avec Franz Seiwert, le bulletin de combat Rufe (en allemand : Cris), mêlant textes et gravures sur bois.

## Adaptations de ses romans

### Au cinéma ou à la télévision
- 1948 : Le Trésor de la Sierra Madre de John Huston avec Hal Croves « conseiller technique »
- 1954 : La Révolte des pendus (La rebelión de los colgados) d'Alfred Crevenna, sur un scénario d'Hal Croves
- 1955 : The Legend of Pepito, BBC Sunday-Night Theatre
- 1956 : Canasta de cuentos mexicanos de Julio Bracho
- 1956 : Die Rebellion des Gehenkten, de H. Wlen, scénario de Hal Croves
- 1957 : Der Banditendoktor de  Peter A. Horn (TV, RFA)
- 1959 : Les Mutins du Yorik (Das Totenschiff) de Georg Tressler, d'après Le Vaisseau des morts
- 1960 : Macario de Roberto Gavaldón d'après Le Troisième Invité
- 1962 : Rosa blanca de Gabriel Figueroa
- 1963 : Días de otoño (en) de Roberto Gavaldón, d’après la nouvelle Frustration
- 1967 : Mandjes uit Mexico de Gerard Rekers (TV, Belgique)
- 1970 : Die Baumwollpflücker, 8 épisodes TV, Westdeutscher Rundfunk Köln (voir Les Cueilleurs de coton)
- 1970 : Au verre de l'amitié de Claude Makovski, court métrage (France)
- 1971 : The Bridge in the Jungle (Puente en la selva) de Pancho Kohner, avec John Huston
- 1986 : La Révolte des pendus (La rebelion de los colgados), Juan Luis Buñuel

### Adaptations radiophoniques
- Le Vaisseau des morts est adapté à la radio en allemand par Ernst Schnabel. Cette adaptation est interdite en 1955[129]
- Le Vaisseau des morts est adapté à la radio en allemand par B. Traven en 1955[129]>
- 1961 : Le Trésor de la Sierra Madre : adaptation Jean-François Hauduroy, réalisation Claude Roland-Manuel ; première diffusion : Radiodiffusion française, France III - National, 19610201[130]

### Adaptations théâtrales
- La Révolte des pendus : cette adaptation jouée dans les années 1940 dans tout le Mexique remporte un grand succès[131]
- Le Vaisseau des morts : adaptation en 5 actes par B. Traven lui-même, 1955[129]